# 罗娜秘记
《罗娜秘记》是1944年出品的美国黑色电影，根据1943年出版的维拉·卡斯帕里所著同名小说改编。导演奥托·普雷明格，作曲大卫·拉克辛。
1999年该片被美国国会书馆国家影片登记部选为具有文化的历史的和美学的价值而收藏。2005年该片配乐被列入《AFI百年百大电影配乐》25个名单中的第7号。2008年被列入《AFI百年各类型电影十大佳片》悬念片第4号。

## 剧情
纽约市警察局的警探马克·麦克弗森（Mark McPherson）负责调查年轻美丽的广告经理罗娜·亨特（Laura Hunt）枪杀案，从罗娜的密友、新闻专栏作家沃尔多·莱德克（Waldo Lydecker）了解罗娜的过去，但却发现罗娜没死，死去的是她的模特黛安·雷德芬（Diane Redfern）。最终，他发现凶手是沃尔多·莱德克。